# Football americano ai Giochi mondiali
Il football americano è stato sport dimostrativo ai Giochi mondiali di Duisburg 2005 e di Breslavia 2017. Avrebbe dovuto fare la sua ricomparsa nel 2013, ma lo spostamento di sede da Duisburg a Cali ha comportato anche modifiche al programma, con l'esclusione di questo sport.
È stata disputata solo la competizione maschile.

## Titoli
| Edizione       | Oro      | Argento  | Bronzo            |
| -------------- | -------- | -------- | ----------------- |
| Duisburg 2005  | Germania | Svezia   | Francia           |
| Breslavia 2017 | Francia  | Germania | Stati Uniti USFAF |